# Bad Dürrheim
Bad Dürrheim (pronunciación en alemán: /baːt ˈdʏʁˌhaɪ̯m/ⓘ) es una localidad del Distrito de Selva Negra-Baar, en Baden-Wurtemberg, al sur de Alemania, en plena Selva Negra.